# Dictyna cafayate
Dictyna cafayate là một loài nhện trong họ Dictynidae.
Loài này thuộc chi Dictyna. Dictyna cafayate được Cândido Firmino de Mello-Leitão miêu tả năm 1941.